# Glazbeno pretraživanje
Glazbeno pretraživanje (eng. Music Information Retrieval - MIR) interdisciplinarna je znanost koja se bavi pretraživanjem glazbenih informacija.

## Što uključuje glazbeno pretraživanje?
- Računarske metode za svrstavanje, grupiranje i oblikovanje.
- Glazbeno obiljećje podrijetla za mono- i polifonu glazbu, jednakost i skukladnost uzoraka, pretraživanje.
- Službene metode i baze podataka - aplikacije automatizirane glazbene identifikacije i priznanja, kao što su praćenje rezultata, automatska popratna pojava, usmjeravanje i filtriranje za glazbu i glazbena ispitivanja, upitni jezik, standarada i ostale metode ili protokoli za glazbene informacije koje se bave pretraživanjem, mulit-agent sustavi, raspodijeljena potraga.
- Program za pretraživanje glazbenih informacija - glazbeni digitalni objekti, inteligentni agenti, suradnički programi, potraga temeljena na webu, sematničko pretraživanje, ispitivanje po važnosti (jakosti).
- Čovjek-računalo interakcija i povezivanje, multi-modalno sučelje, korisnikovo sučelje i upotrebljivost, aplikacije mobilnih telefona, ponašanje korisnika
- Glazbena percepcija, spoznaja, afekti i osjećaji - metrika glazbene jednakosti, sintaktički parametri, semantički parametri, glazbeni oblici, strukture, stilovi i rodovi, napomene glazbene metodologije.
- Glazbene analize i predstavljanje znanja, automatsko zbrajanje, navođenje, izvođenje, postavljanje na manje odgovorno mjesto, preobrazba, službeni modeli glazbe, digitalni rezultati i predstavljanja, glazbeni pokazatelji i metapodaci.
- Glazbene arhive, knjižnice i digitalne kolekcije - digitalne glazbene knjižnice, javni pristup glazbenim arhivama, mjerila izvođenja, istraživanje baza podataka.
- Intelektualno vlasništvo prava i glazbe - nrarodno i međunarodno intelektualno vlasništvo korištenja prava, menadžment digitalnih prava, identifikacija i mogućnost otkrivanja traga.
- Sociologija i ekonomija glazbe - glazbena indrustrija i upotreba MIR-a u proizvodnji, raspodjeli, lancu.

## Upit po važnosti (QbH)
Sustav za pretraživanje glazbe koji je grana originalnog klasifikacijskog sustava prem naslovu, autoru, kompozitoru i žanru.
Obično se odnosi na pjesme ili drugu glazbu s posebnom temom ili melodijom. Taj sustav povlači za sobom user-humming melodiju (umetnuti upit) i komparira ga s postojećom bazom podataka. Sustav onda uzvraća rankiranu listu glazbe najsličnije umetnutom upitu.
Primjer toga bio bi sustav koji uključuje prijenosni media player s ugrađenim mikrofonom koji dozvoljava brže pretraživanje (traženje) media datoteka.
MPEG-7 standardi uključuju provizije za QbH glazbene pretrage.